# Hellichiella
Hellichiella is een muggenondergeslacht uit de familie van de kriebelmuggen (Simuliidae). De wetenschappelijke naam van het ondergeslacht is voor het eerst geldig gepubliceerd in 1975 door Rivosecchi en Cardinali (als geslacht).